# Takurō Yamashita
Takurō Yamashita (jap. 山下 拓郎, Yamashita Takurō; * 22. Mai 1988 in Kushiro, Hokkaidō) ist ein ehemaliger japanischer Eishockeyspieler, der seit 2011 bei den Tōhoku Free Blades aus der Asia League Ice Hockey unter Vertrag steht.

## Karriere
Takurō Yamashita begann seine Karriere auf der zur Komazawa-Universität gehörenden Oberschule in Tomakomai, die seit den 1970er Jahren regelmäßig die nationalen Oberschulmeisterschaften im Eishockey gewinnt.
Von 2009 bis 2011 spielte der Stürmer für das Team der Waseda-Universität. Anschließend wechselte er in die Asia League Ice Hockey zu den Tōhoku Free Blades, für die er bis zu seinem Karriereende 2018 aktiv war. Mit den Free Blades gewann er 2013 durch einen Erfolg in den Play-off-Endspielen gegen die Ōji Eagles und 2015 durch einen Sieg in der Endspielserie gegen Anyang Halla den Titel in der Asia League.

### International
Für Japan nahm Yamashita im Juniorenbereich an der U18-Weltmeisterschaft 2006 und der U20-Weltmeisterschaft 2006 jeweils in der Division I teil. Für das japanische Herren-Team spielte er bei den Weltmeisterschaften der Division I 2012, 2013, 2014, 2015 und 2016. 2014 erzielte er kurz vor Schluss der regulären Spielzeit den 3:2-Siegtreffer gegen die Ukraine, der die Japaner weiter im Aufstiegsrennen Richtung Top-Division hielt. Schlussendlich verpassten die Japaner die Rückkehr in das Eishockey-Oberhaus jedoch durch eine abschließende 4:5-Niederlage nach Penaltyschießen gegen Ungarn.
Auch bei den Qualifikationen für die Winterspiele 2014 in Sotschi und 2018 in Pyeongchang stand Yamashita auf dem Eis. Die Japaner scheiterten jedoch bei der Qualifikation für 2014 bereits in der ersten Qualifikationsrunde trotz Heimvorteils – das Turnier fand in Nikkō statt – durch eine 1:2-Niederlage im entscheidenden Spiel gegen Großbritannien. Bei der Qualifikation für 2018 wurde zwar die zweite Qualifikationsrunde erreicht, dort war dann aber mit drei Niederlagen Endstation. Bei den Winter-Asienspielen 2017 belegte er mit den Japanern hinter Kasachstan und Südkorea den dritten Platz.

## Erfolge und Auszeichnungen
- 2013 Gewinn der Asia League Ice Hockey mit den Tōhoku Free Blades
- 2015 Gewinn der Asia League Ice Hockey mit Anyang Halla
- 2017 Bronzemedaille bei den Winter-Asienspielen

## Asia-League-Statistik
(Stand: Ende der Saison 2017/18)